# モンテスキュー＝デ＝ザルベール
モンテスキュー＝デ＝ザルベール （Montesquieu-des-Albères、カタルーニャ語:Montesquiu d'Albera）は、フランス、オクシタニー地域圏ピレネー＝オリアンタル県のコミューン。

## 歴史
モンテスキューは、1794年に発生したブールーの戦い（fr）の地の近くにある。

## 人口統計
| 1962年 | 1968年 | 1975年 | 1982年 | 1990年 | 1999年 | 2007年 | 2010年 |
| ------ | ------ | ------ | ------ | ------ | ------ | ------ | ------ |
| 370    | 333    | 329    | 510    | 753    | 820    | 1142   | 1168   |

参照元:INSEE · 

## ゆかりの人物
- ピエール・クロステルマン
- ニコラ・マス（fr:Nicolas Mas） - ラグビー選手